# سيا (إله)
سيا أو سا ، هو إله مصري قديم ، اعتبر تأليهاً لفكرة نشأة الكون الخاصة بتاسوع هليوبوليس المقدس، وربما يعادل الطاقات الفكرية لقلب بتاح في فكرة نشأة الكون الخاصة بمنف. كما كان لديه أيضا اتصال مع الكتابة، ويظهر في كثير من الأحيان في شكل بشري يحمل لفافة من البردي، وكان يعتقد أن هذا البردي هو تجسيد للإنجازات الفكرية.
و قد قيل إن أتوم خلق اثنين من الآلهة سيا و حو من دمه المسكوب عندما قطع قضيبه الخاص، في إشارة محتملة إلى الختان.
و يبدو سيا واقفاً على سفينة ا لشمس أثناء رحلتها خلال الليل في نصوص العالم الآخر خلال عصر الدولة الحديثة و كذلك على صور جدران المقابر، مع حو (كلمة الخلق) ، و حكا (إله السحر) ، و اعتبرت هذه الآلهة كقدرات خاصة تساعد الخالق، وعلى الرغم من أن حكا كان له عبادة خاصة به لم يكن لسيا عبادة مستقلة على الإطلاق.

## سيا في المصرية القديمة
استخدم كذلك نفس رمز سيا في اللغة المصرية القديمة كمعبر عن الأفعال : يعي أو يفهم، يعرف، يدرك.

## هوامش
1. 1 2 3  The Routledge Dictionary of Egyptian Gods and Goddesses, George Hart ISBN 0-415-34495-6
2. 1 2  The Complete Gods and Goddesses of Ancient Egypt, Wilkinson ISBN 0-500-05120-8
3. ↑  Conceptions of God in Ancient Egypt: The One and the Many, Hornung pg. 76